# Wormaldia kadowakii
Wormaldia kadowakii är en nattsländeart som beskrevs av Kobayashi 1980. Wormaldia kadowakii ingår i släktet Wormaldia och familjen stengömmenattsländor. Inga underarter finns listade i Catalogue of Life.